# Biathlon aux Jeux olympiques de 2014 – Sprint hommes
Navigation
Vancouver 2010 Pyeongchang 2018

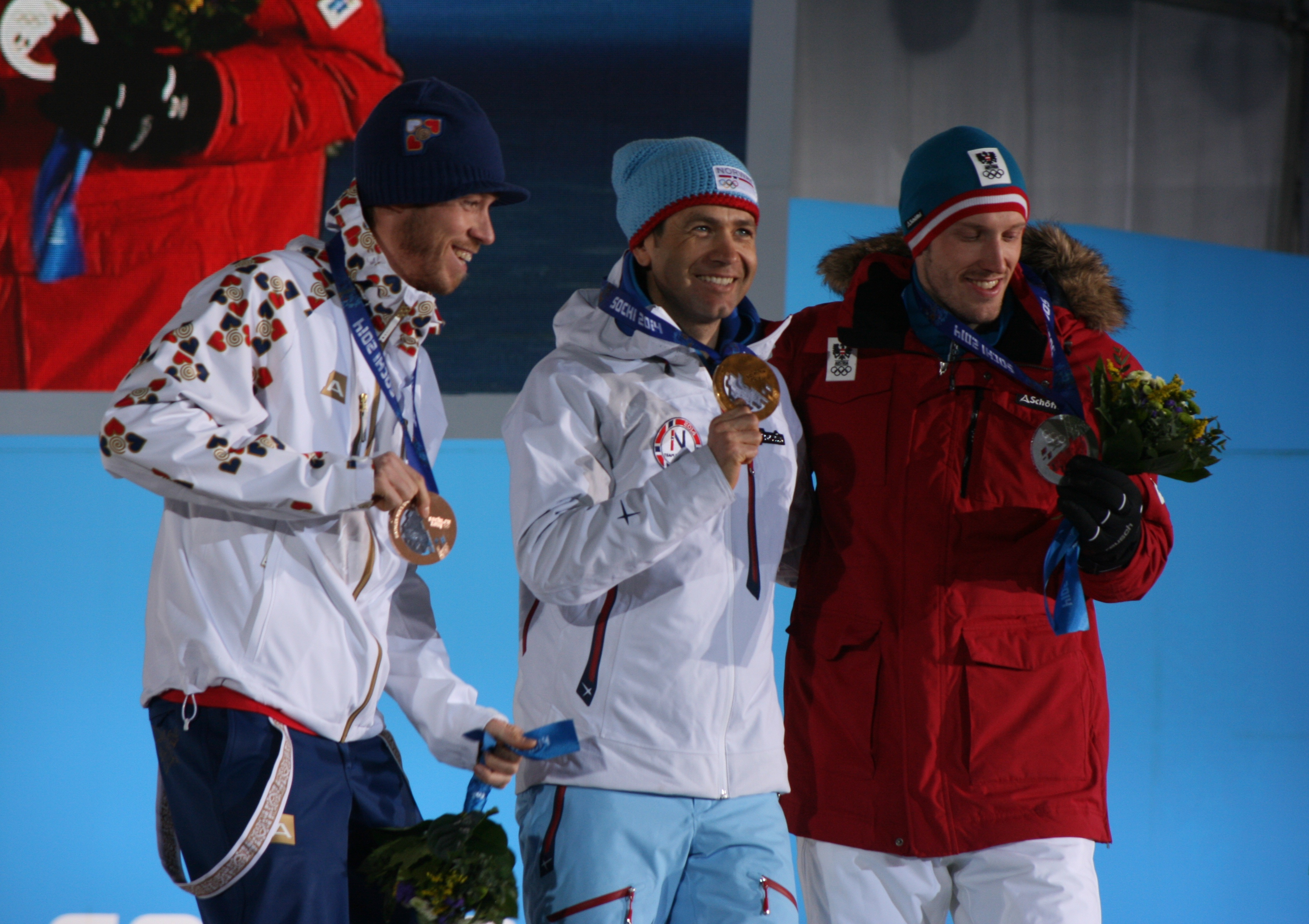
Podium du sprint masculin de biathlon lors des Jeux olympiques d'hiver de 2014

L'épreuve masculine du 10 km sprint aux Jeux olympiques d'hiver de 2014 a lieu le 8 février 2014 au complexe de ski de fond et de biathlon Laura. L'épreuve est remportée par le Norvégien Ole Einar Bjørndalen devant l'Autrichien Dominik Landertinger et le Tchèque Jaroslav Soukup.

## Médaillés
| Or                         | Argent                     | Bronze                |
| Ole Einar Bjørndalen (NOR) | Dominik Landertinger (AUT) | Jaroslav Soukup (CZE) |

## Résultats
La course commence à 18:30.
Ole Einar Bjørndalen remporte l'épreuve avec un temps de 24 min 33 s 5 ; il termine avec 1 s 3 seconde d'avance sur le médaillé d'argent Dominik Landertinger. Bjørndalen manque une cible mais il rattrape son retard en étant assez rapide en ski de fond. Jaroslav Soukup reçoit la médaille de bronze.
Bjørndalen, qui remporte sa douzième médaille olympique, égale le record de son compatriote Bjørn Dæhlie. À 40 ans, il est aussi l'homme le plus âgé de l'histoire à remporter une médaille d'or individuelle aux Jeux d'hiver,. Bjørndalen remporte sa troisième médaille d'or dans l'épreuve olympique de sprint.
Légende : C - Couché ; D - Debout
| Rang                                | Dossard | Athlète                 | Nationalité        | Pénalités (C+D) | Temps         | Retard        |
| ----------------------------------- | ------- | ----------------------- | ------------------ | --------------- | ------------- | ------------- |
| Médaille d'or, Jeux olympiques      | 24      | Ole Einar Bjørndalen    | Norvège            | 1 (0+1)         | 24 min 33 s 5 |               |
| Médaille d'argent, Jeux olympiques  | 15      | Dominik Landertinger    | Autriche           | 0 (0+0)         | 24 min 34 s 8 | +1 s 3        |
| Médaille de bronze, Jeux olympiques | 40      | Jaroslav Soukup         | République tchèque | 0 (0+0)         | 24 min 39 s 2 | +5 s 7        |
| 4                                   | 48      | Anton Shipulin          | Russie             | 1 (0+1)         | 24 min 39 s 9 | +6 s 4        |
| 5                                   | 65      | Jean-Philippe Leguellec | Canada             | 0 (0+0)         | 24 min 43 s 2 | +9 s 7        |
| 6                                   | 39      | Martin Fourcade         | France             | 1 (0+1)         | 24 min 45 s 9 | +12 s 4       |
| 7                                   | 30      | Simon Eder              | Autriche           | 0 (0+0)         | 24 min 47 s 2 | +13 s 7       |
| 8                                   | 6       | Ondřej Moravec          | République tchèque | 0 (0+0)         | 24 min 48 s 1 | +14 s 6       |
| 9                                   | 29      | Emil Hegle Svendsen     | Norvège            | 1 (0+1)         | 25 min 02 s 8 | +29 s 3       |
| 10                                  | 72      | Jakov Fak               | Slovénie           | 0 (0+0)         | 25 min 06 s 5 | +33 s 0       |
| 11                                  | 37      | Dominik Windisch        | Italie             | 1 (1+0)         | 25 min 07 s 6 | +34 s 1       |
| 12                                  | 75      | Lukas Hofer             | Italie             | 1 (0+1)         | 25 min 08 s 8 | +35 s 3       |
| 13                                  | 1       | Nathan Smith            | Canada             | 0 (0+0)         | 25 min 09 s 7 | +36 s 2       |
| 14                                  | 57      | Jean-Guillaume Béatrix  | France             | 1 (1+0)         | 25 min 12 s 1 | +38 s 6       |
| 15                                  | 55      | Simon Schempp           | Allemagne          | 0 (0+0)         | 25 min 16 s 4 | +42 s 9       |
| 16                                  | 8       | Evgeny Ustyugov         | Russie             | 1 (1+0)         | 25 min 19 s 1 | +45 s 6       |
| 17                                  | 35      | Andrejs Rastorgujevs    | Lettonie           | 1 (1+0)         | 25 min 20 s 2 | +46 s 7       |
| 18                                  | 2       | Fredrik Lindström       | Suède              | 0 (0+0)         | 25 min 21 s 0 | +47 s 5       |
| 19                                  | 43      | Tim Burke               | États-Unis         | 1 (0+1)         | 25 min 23 s 3 | +49 s 8       |
| 20                                  | 32      | Christoph Sumann        | Autriche           | 0 (0+0)         | 25 min 25 s 5 | +52 s 0       |
| 21                                  | 62      | Erik Lesser             | Allemagne          | 1 (0+1)         | 25 min 26 s 7 | +53 s 2       |
| 22                                  | 31      | Andriy Deryzemlya       | Ukraine            | 1 (0+1)         | 25 min 29 s 0 | +55 s 5       |
| 23                                  | 51      | Brendan Green           | Canada             | 1 (1+0)         | 25 min 31 s 7 | +58 s 2       |
| 24                                  | 70      | Carl Johan Bergman      | Suède              | 1 (0+1)         | 25 min 35 s 9 | +1 min 02 s 4 |
| 25                                  | 36      | Björn Ferry             | Suède              | 2 (2+0)         | 25 min 36 s 4 | +1 min 02 s 9 |
| 26                                  | 54      | Klemen Bauer            | Slovénie           | 2 (1+1)         | 25 min 40 s 7 | +1 min 07 s 2 |
| 27                                  | 68      | Evgeniy Garanichev      | Russie             | 1 (0+1)         | 25 min 43 s 0 | +1 min 09 s 5 |
| 28                                  | 46      | Dmitry Malyshko         | Russie             | 0 (0+0)         | 25 min 48 s 5 | +1 min 15 s 0 |
| 29                                  | 19      | Vladimir Chepelin       | Biélorussie        | 1 (0+1)         | 25 min 49 s 7 | +1 min 16 s 2 |
| 30                                  | 13      | Cornel Puchianu         | Roumanie           | 0 (0+0)         | 25 min 50 s 7 | +1 min 17 s 2 |
| 31                                  | 27      | Michal Šlesingr         | République tchèque | 1 (1+0)         | 25 min 51 s 7 | +1 min 18 s 2 |
| 32                                  | 77      | Artem Pryma             | Ukraine            | 1 (0+1)         | 25 min 57 s 6 | +1 min 24 s 1 |
| 33                                  | 50      | Sergeï Novikov          | Biélorussie        | 0 (0+0)         | 26 min 00 s 8 | +1 min 27 s 3 |
| 34                                  | 38      | Arnd Peiffer            | Allemagne          | 3 (2+1)         | 26 min 01 s 2 | +1 min 27 s 7 |
| 35                                  | 26      | Lowell Bailey           | États-Unis         | 2 (1+1)         | 26 min 04 s 1 | +1 min 30 s 6 |
| 36                                  | 64      | Simon Fourcade          | France             | 2 (1+1)         | 26 min 04 s 2 | +1 min 30 s 7 |
| 37                                  | 21      | Matej Kazar             | Slovaquie          | 3 (2+1)         | 26 min 04 s 8 | +1 min 31 s 3 |
| 38                                  | 69      | Daniel Mesotitsch       | Autriche           | 2 (0+2)         | 26 min 06 s 6 | +1 min 33 s 1 |
| 39                                  | 52      | Tarjei Bø               | Norvège            | 3 (0+3)         | 26 min 10 s 1 | +1 min 36 s 6 |
| 40                                  | 14      | Serafin Wiestner        | Suisse             | 2 (1+1)         | 26 min 10 s 2 | +1 min 36 s 7 |
| 41                                  | 67      | Serhiy Semenov          | Ukraine            | 1 (1+0)         | 26 min 10 s 4 | +1 min 36 s 9 |
| 42                                  | 82      | Tobias Arwidson         | Suède              | 1 (1+0)         | 26 min 11 s 8 | +1 min 38 s 3 |
| 43                                  | 16      | Yan Savitskiy           | Kazakhstan         | 1 (1+0)         | 26 min 13 s 0 | +1 min 39 s 5 |
| 44                                  | 18      | Sergei Sednev           | Ukraine            | 1 (1+0)         | 26 min 16 s 8 | +1 min 43 s 3 |
| 45                                  | 73      | Leif Nordgren           | États-Unis         | 0 (0+0)         | 26 min 17 s 4 | +1 min 43 s 9 |
| 46                                  | 3       | Simon Desthieux         | France             | 2 (0+2)         | 26 min 18 s 2 | +1 min 44 s 7 |
| 47                                  | 81      | Christian De Lorenzi    | Italie             | 2 (1+1)         | 26 min 25 s 4 | +1 min 51 s 9 |
| 48                                  | 4       | Tomas Kaukėnas          | Lituanie           | 2 (0+2)         | 26 min 26 s 2 | +1 min 52 s 7 |
| 49                                  | 45      | Krasimir Anev           | Bulgarie           | 3 (3+0)         | 26 min 28 s 0 | +1 min 54 s 5 |
| 50                                  | 44      | Danil Steptsenko        | Estonie            | 2 (1+1)         | 26 min 40 s 5 | +2 min 07 s 0 |
| 51                                  | 86      | Janez Marič             | Slovénie           | 1 (0+1)         | 26 min 41 s 3 | +2 min 07 s 8 |
| 52                                  | 56      | Pavol Hurajt            | Slovaquie          | 0 (0+0)         | 26 min 45 s 8 | +2 min 12 s 3 |
| 53                                  | 66      | Indrek Tobreluts        | Estonie            | 3 (0+3)         | 26 min 46 s 5 | +2 min 13 s 0 |
| 54                                  | 5       | Kauri Kõiv              | Estonie            | 3 (2+1)         | 26 min 47 s 1 | +2 min 13 s 6 |
| 55                                  | 34      | Johannes Thingnes Bø    | Norvège            | 4 (2+2)         | 26 min 51 s 0 | +2 min 17 s 5 |
| 56                                  | 61      | Evgeny Abramenko        | Biélorussie        | 2 (1+1)         | 26 min 55 s 0 | +2 min 21 s 5 |
| 57                                  | 80      | Yuryi Liadov            | Biélorussie        | 2 (1+1)         | 26 min 55 s 1 | +2 min 21 s 6 |
| 58                                  | 11      | Christoph Stephan       | Allemagne          | 2 (1+1)         | 26 min 55 s 4 | +2 min 21 s 9 |
| 59                                  | 71      | Sergey Naumik           | Kazakhstan         | 1 (0+1)         | 26 min 55 s 5 | +2 min 22 s 0 |
| 60                                  | 59      | Vladimir Iliev          | Bulgarie           | 4 (2+2)         | 26 min 55 s 9 | +2 min 22 s 4 |
| 61                                  | 87      | Russell Currier         | États-Unis         | 4 (4+0)         | 26 min 58 s 5 | +2 min 25 s 0 |
| 62                                  | 58      | Ahti Toivanen           | Finlande           | 2 (1+1)         | 26 min 58 s 6 | +2 min 25 s 1 |
| 63                                  | 41      | Benjamin Weger          | Suisse             | 1 (1+0)         | 27 min 00 s 5 | +2 min 27 s 0 |
| 64                                  | 17      | Krzysztof Pływaczyk     | Pologne            | 1 (0+1)         | 27 min 02 s 3 | +2 min 28 s 8 |
| 65                                  | 74      | Tomas Hasilla           | Slovaquie          | 3 (2+1)         | 27 min 05 s 4 | +2 min 31 s 9 |
| 66                                  | 76      | Roland Lessing          | Estonie            | 3 (0+3)         | 27 min 06 s 3 | +2 min 32 s 8 |
| 67                                  | 42      | Lee-Steve Jackson       | Grande-Bretagne    | 1 (0+1)         | 27 min 07 s 5 | +2 min 34 s 0 |
| 68                                  | 83      | Martin Otcenas          | Slovaquie          | 3 (1+2)         | 27 min 07 s 8 | +2 min 34 s 3 |
| 69                                  | 20      | Milanko Petrović        | Serbie             | 3 (1+2)         | 27 min 08 s 2 | +2 min 34 s 7 |
| 70                                  | 12      | Michail Kletcherov      | Bulgarie           | 2 (1+1)         | 27 min 13 s 6 | +2 min 40 s 1 |
| 71                                  | 28      | Hidenori Isa            | Japon              | 3 (1+2)         | 27 min 15 s 2 | +2 min 41 s 7 |
| 72                                  | 25      | Peter Dokl              | Slovénie           | 1 (1+0)         | 27 min 20 s 1 | +2 min 46 s 6 |
| 73                                  | 33      | Alexei Almoukov         | Australie          | 2 (0+2)         | 27 min 24 s 6 | +2 min 51 s 1 |
| 74                                  | 78      | Scott Perras            | Canada             | 3 (2+1)         | 27 min 32 s 1 | +2 min 58 s 6 |
| 75                                  | 63      | Tomáš Krupčík           | République tchèque | 2 (1+1)         | 27 min 39 s 3 | +3 min 05 s 8 |
| 76                                  | 85      | Ivan Zlatev             | Bulgarie           | 2 (1+1)         | 27 min 48 s 5 | +3 min 15 s 0 |
| 77                                  | 53      | Łukasz Szczurek         | Pologne            | 2 (2+0)         | 27 min 57 s 2 | +3 min 23 s 7 |
| 78                                  | 7       | Jarkko Kauppinen        | Finlande           | 3 (2+1)         | 27 min 57 s 8 | +3 min 24 s 3 |
| 79                                  | 47      | Károly Gombos           | Hongrie            | 1 (0+1)         | 28 min 04 s 3 | +3 min 30 s 8 |
| 80                                  | 49      | Anton Pantov            | Kazakhstan         | 4 (2+2)         | 28 min 05 s 0 | +3 min 31 s 5 |
| 81                                  | 23      | Markus Windisch         | Italie             | 2 (1+1)         | 28 min 14 s 4 | +3 min 40 s 9 |
| 82                                  | 22      | Lee In-Bok              | Corée du Sud       | 1 (0+1)         | 28 min 35 s 9 | +4 min 02 s 4 |
| 83                                  | 10      | Ren Long                | Chine              | 4 (0+4)         | 28 min 53 s 2 | +4 min 19 s 7 |
| 84                                  | 9       | Victor Lobo Escolar     | Espagne            | 4 (4+0)         | 28 min 53 s 3 | +4 min 19 s 8 |
| 85                                  | 60      | Grzegorz Guzik          | Pologne            | 5 (4+1)         | 29 min 17 s 2 | +4 min 43 s 7 |
| 86                                  | 84      | Rafal Lepel             | Pologne            | 2 (1+1)         | 29 min 25 s 8 | +4 min 52 s 3 |
| 87                                  | 79      | Dias Keneshev           | Kazakhstan         | 4 (4+0)         | 30 min 06 s 8 | +5 min 33 s 3 |